# Ô tác Bengal
Ô tác Bengal còn gọi là ô tác Nam Á (danh pháp khoa học: Houbaropsis bengalensis) là loài chim ô tác duy nhất có mặt tại Việt Nam. Chúng cũng là loài ô tác hiếm nhất trong các loại ô tác thế giới.
Địa bàn loại ô tác Bengal chia thành hai khu vực rõ rệt: Nam Á (bán lục địa Ấn Độ) và Đông Nam Á, chủ yếu tại Cao Miên và Việt Nam.
Chim trống từ đầu đến cổ sắc đen. Lông vũ ở bụng cũng màu đen nổi vân "chữ chi" màu nâu. Lông cánh màu trắng còn lưng màu nâu vàng. Chim mái và chim con màu nâu vàng pha lẫn màu đen. Ô tác mái lớn hơn chim trống.
Tại miền Trung và miền Nam Việt Nam, chim ô tác thường xuất hiện vào mùa khô (tháng 5-6) nhằm vào mùa sinh sản. Chúng chạy nhanh và cất cánh dễ dàng.
Chim ô tác sinh sống ở những cánh đồng cỏ cao. Vì bị đe dọa diệt chủng, chim ô tác Bengal bị liệt vào danh sách đỏ của IUCN (Tổ chức Bảo tồn Thiên nhiên và Tài nguyên Thiên nhiên Thế giới).